# Burgundy School of Business
Die Burgundy School of Business (Französisch: École supérieure de commerce de Dijon-Bourgogne) ist eine private, staatlich anerkannte wissenschaftliche Wirtschaftshochschule. Sie verfügt über drei Standorte in Dijon, Lyon und Paris. Die Hochschule führt transnationale Bachelor-, Master-, - und MBA-Programme sowie Seminare zur Weiterbildung von Managern durch. Die in seiner Studienplatzvergabe hoch selektive Grande école wird von der Industrie- und Handelskammer Dijon (CCIP) finanziert und verwaltet. 
Der Studiengang "Master in Management" wird von der Financial Times weltweit auf dem 72. BSB ist akkreditiert von AACSB, EQUIS und CGE.

## Berühmte Lehrer
- Mario d’Angelo (* 1954), französischer Hochschullehrer und Berater
- Armin Willingmann (* 1963), deutscher Hochschullehrer